# قائمة نواحي العراق
قائمة نواحي العراق قائمة تضم النواحي العراقية التي يبلغ يعددها 394 ناحية و مركز قضاء, منهم 128 في محافظات إقليم كردستان العراق الأربعة. متفرعة من 121 قضاء موزعين على 19 محافظة.

## محافظة الأنبار
| القضاء         | الناحية              | عدد السكان | عدد السكان | عدد السكان |
| القضاء         | الناحية              | حضر        | ريف        | المجموع    |
| -------------- | -------------------- | ---------- | ---------- | ---------- |
| قضاء الرمادي   | مركز قضاء الرمادي    | 223,525    | 212,565    | 436,090    |
| قضاء الرمادي   | ناحية الوفاء         | 5,285      | 5,144      | 10,429     |
| قضاء هيت       | مركز قضاء هيت        | 66,657     | 18,608     | 85,265     |
| قضاء هيت       | ناحية البغدادي       | 7,034      | 29,495     | 36,529     |
| قضاء هيت       | ناحية كبيسة          | 17,016     | 1,619      | 18,635     |
| قضاء هيت       | ناحية الفرات         | 3,272      | 27,075     | 30,347     |
| قضاء الفلوجة   | مركز قضاء الفلوجة    | 250,884    | 82,996     | 333,880    |
| قضاء الفلوجة   | ناحية الصقلاوية      | 9,567      | 44,086     | 53,653     |
| قضاء الفلوجة   | ناحية الكرمة         | 11,736     | 123,526    | 135,262    |
| قضاء عنه       | مركز قضاء عنه        | 20,995     | 10,580     | 31,575     |
| قضاء حديثة     | مركز قضاء حديثة      | 46,498     | 5,238      | 51,736     |
| قضاء حديثة     | ناحية الحقلانية      | 14,123     | 13,734     | 27,857     |
| قضاء حديثة     | ناحية بروانة         | 16,726     | 9,391      | 26,117     |
| قضاء الرطبة    | مركز قضاء الرطبة     | 28,414     | 9,097      | 37,511     |
| قضاء الرطبة    | ناحية الوليد         | 299        | 5,659      | 5,958      |
| قضاء الرطبة    | ناحية النخيب         | 2,124      | 1,447      | 3,571      |
| قضاء القائم    | مركز قضاء القائم     | 74,056     | 35,136     | 109,192    |
| قضاء القائم    | ناحية العبور         | 11,194     | 28,891     | 40,085     |
| قضاء القائم    | ناحية العبيدي        | 2,240      | 27,675     | 29,915     |
| قضاء راوة      | مركز قضاء راوة       | 18,136     | 5,823      | 23,959     |
| قضاء العامرية  | مركز قضاء العامرية   | 24,046     | 81,290     | 105,336    |
| قضاء الحبانية  | مركز قضاء الحبانية   | 32,288     | 106,466    | 138,754    |
| مجموع المحافظة |                      |            |            |            |
| 10 أقضية       | 22 ناحية و مركز قضاء | 886,115    | 885,541    | 1,771,656  |

## محافظة بابل
- قضاء الحلة
  - ناحية الكفل
  - ناحية أبي غرق
- قضاء المحاويل
  - ناحية المشروع
  - ناحية الإمام
  - ناحية النيل
- قضاء الهاشمية
  - ناحية القاسم
  - ناحية الطليعة
- قضاء الحمزة الغربي
  - ناحية المدحتية
  - ناحية الشوملي
  - ناحية الخميسية
  - ناحية الحصين
- قضاء المسيب
  - ناحية سدة الهندية
  - ناحية جرف النصر
  - ناحية لإسكندرية
  - ناحية الحصوة

## محافظة بغداد
|  |  | عدد السكان | عدد السكان | عدد السكان |
|  |  | ---------- | ---------- | ---------- |
|  |  | حضر        | ريف        | المجموع    |
|  |  |            | -          |            |
|  |  |            | -          |            |
|  |  |            | -          |            |
|  |  |            | -          |            |
|  |  |            | -          |            |
|  |  |            |            |            |
|  |  |            | -          |            |
|  |  |            |            |            |
|  |  |            | -          |            |
|  |  |            | -          |            |
|  |  |            | -          |            |
|  |  |            | -          |            |
|  |  |            | -          |            |
|  |  |            | -          |            |

- قضاء الرصافة
  - ناحية الكرادة الشرقية
  - ناحية بغداد الجديدة
  - ناحية فلسطين
- قضاء الأعظمية
- ناحية الزهور
- ناحية الراشدية
- ناحية الفحامة

- قضاء الصدر الأولى
  - ناحية الصديق الأكبر
  - ناحية الفرات
- قضاء الصدر الثانية
  - ناحية أبناء الرافدين
  - ناحية المنورة
- قضاء الكرخ
  - ناحية المنصور
  - ناحية المأمون
- قضاء الكاظمية
  - ناحية ذات السلاسل
  - ناحية التاجي
- قضاء المحمودية
  - ناحية اللطيفية
  - ناحية الرشيد

- ناحية اليوسفية

- قضاء أبي غريب
  - ناحية النصر والسلام
  - ناحية بوابة السلام

- قضاء الطارمية
  - ناحية المشاهدة
  - ناحية العبايجي

- قضاء المدائن
  - ناحية الجسر
  - ناحية الوحدة

## محافظة البصرة
| القضاء          | الناحية              | عدد السكان | عدد السكان | عدد السكان |
| القضاء          | الناحية              | حضر        | ريف        | المجموع    |
| --------------- | -------------------- | ---------- | ---------- | ---------- |
| قضاء البصرة     | مركز قضاء البصرة     | 1,223,290  | 50,333     | 1,273,623  |
| قضاء البصرة     | ناحية الهارثة        | 117,537    | 45,093     | 162,630    |
| قضاء أبي الخصيب | مركز قضاء أبي الخصيب | 203,155    | 9,834      | 212,989    |
| قضاء أبي الخصيب | ناحية السيبة         | 3,322      | 7,364      | 10,686     |
| قضاء الزبير     | مركز قضاء الزبير     | 300,751    | 93,059     | 393,810    |
| قضاء الزبير     | ناحية سفوان          | 25,787     | 31,324     | 57,111     |
| قضاء الزبير     | ناحية أم قصر         | 49,783     | 10,520     | 60,303     |
| قضاء القرنة     | مركز قضاء القرنة     | 126,434    | 15,611     | 142,045    |
| قضاء القرنة     | ناحية الدير          | 31,196     | 74,911     | 106,107    |
| قضاء القرنة     | ناحية الثغر          | 3,377      | 34,544     | 37,921     |
| قضاء الفاو      | مركز قضاء الفاو      | 35,836     | 6,416      | 42,252     |
| قضاء شط العرب   | مركز قضاء شط العرب   | 132,995    | 8,367      | 141,362    |
| قضاء شط العرب   | ناحية النشوة         | 3,143      | 29,868     | 33,011     |
| قضاء المدينة    | مركز قضاء المدينة    | 31,388     | 47,094     | 78,482     |
| قضاء المدينة    | ناحية عز الدين سليم  | 28,498     | 39,795     | 68,293     |
| قضاء المدينة    | ناحية الإمام الصادق  | 45,631     | 42,235     | 87,866     |
| مجموع المحافظة  |                      |            |            |            |
| 7 أقضية         | 16 ناحية ومركز قضاء  | 2,362,123  | 546,368    | 2,908,491  |

## محافظة دهوك
- قضاء دهوك
  - ناحية زاويتة
  - ناحية مانكيشك
- قضاء سميل
  - ناحية باتيل
- قضاء زاخو
  - ناحية دركار
  - ناحية باتيفا
- قضاء العمادية
  - ناحية سرسنك
  - ناحية كاني ماسي
  - ناحية ديرلوك
  - ناحية جامانكي
  - ناحية بامرني
- قضاء الشيخان
  - ناحية قصروك
  - ناحية أتريش
  - ناحية باعدري
  - ناحية آكري
  - ناحية دينارته
  - ناحية بجيل
  - ناحية كردسين
- قضاء بردرش
  - ناحية دارتو
  - ناحية روفيا
  - ناحية كلك

## محافظة ديالى
- قضاء بعقوبة
  - ناحية خرنبات
  - ناحية الهويدر
  - ناحية بني سعد
  - ناحية بهرز
  - ناحية العبارة
- قضاء المقدادية
  - ناحية أبي صيدا
  - ناحية الوجيهية
- قضاء الخالص
  - ناحية المنصورية
  - ناحية هبهب
  - ناحية جديدة الشط
  - ناحية المحمودية (الأسود)
  - ناحية سد العظيم
  - ناحية السلام (ديالى)
  - ناحية الغالبية
- قضاء خانقين
  - ناحية الوند
  - ناحية جلولاء
  - ناحية السعدية
- قضاء بلدروز
  - ناحية كنعان
  - ناحية مندلي
  - ناحية قزانية
- قضاء كفري
  - ناحية قرة تبة
  - ناحية جبارة

## محافظة أربيل
- قضاء أربيل
  - ناحية بحركة
  - ناحية عنكاوة
  - ناحية شمامك
- قضاء سهل أربيل
  - ناحية دارتو
  - قضاء قوشتبة
  - ناحية رزكاري
  - ناحية كسنزان
- قضاء سوران
  - ناحية خليفان
  - ناحية ديانا
  - ناحية سيدكان
- قضاء شقلاوة
  - ناحية صلاح الدين
  - ناحية حرير
  - ناحية هيران
  - ناحية باسرمة
  - ناحية باليسان
- قضاء جومان
  - ناحية حاج عمران
  - ناحية سميلان
  - ناحية كلالة
  - ناحية قسري
- قضاء كويسنجق
  - ناحية طق طق
  - ناحية شورش
  - ناحية آشتي
  - ناحية سكتان
  - ناحية سيكردكان
- قضاء ميركسور
  - ناحية بارزان
  - ناحية بيران
  - ناحية شيروان مزن
  - ناحية مزني
  - ناحية كورتو
- قضاء خبات
  - ناحية دارشكران
  - ناحية رزكاري
  - ناحية كوركوسك
- قضاء راوندوز
- ناحية ورتي

## محافظة كربلاء
| القضاء         | الناحية               | عدد السكان | عدد السكان | عدد السكان |
| القضاء         | الناحية               | حضر        | ريف        | المجموع    |
| -------------- | --------------------- | ---------- | ---------- | ---------- |
| قضاء كربلاء    | مركز قضاء كربلاء      | 478,239    | 56,314     | 534,553    |
| قضاء كربلاء    | ناحية الحسينية        | 24,411     | 128,865    | 153,276    |
| قضاء كربلاء    | ناحية الحر            | 208,880    | 31,875     | 240,755    |
| قضاء كربلاء    | مجموع القضاء          | 711,530    | 217,054    | 928,584    |
| قضاء عين التمر | مركز قضاء عين التمر   | 9,939      | 18,538     | 28,477     |
| قضاء عين التمر | مجموع القضاء          | 9,939      | 18,538     | 28,477     |
| قضاء الهندية   | مركز قضاء الهندية     | 84,065     | 33,468     | 117,533    |
| قضاء الهندية   | ناحية الجدول الغربي   | 7,829      | 78,612     | 86,441     |
| قضاء الهندية   | ناحية الخيرات         | 1,509      | 56,188     | 57,697     |
| قضاء الهندية   | مجموع القضاء          | 93,403     | 168,268    | 261,671    |
| مجموع المحافظة |                       |            |            |            |
| 3 أقضية        | 7 نواحي و مراكز أقضية | 814,872    | 403,860    | 1,218,732  |

## محافظة كركوك
- قضاء كركوك
  - ناحية بايجي
  - ناحية ألتون كوبري
  - ناحية الملتقى (ملا عبد الله)
  - ناحية تازة خورماتو
  - ناحية ليلان
  - ناحية شوان
  - ناحية قرة هنجير (الربيع)
- قضاء الحويجة
  - ناحية العباسي
  - ناحية الرياض
  - ناحية الزاب
- قضاء داقوق
  - ناحية الرشاد
- قضاء دبس
  - ناحية سركران

## محافظة ميسان
| القضاء            | الناحية                  | عدد السكان | عدد السكان | عدد السكان |
| القضاء            | الناحية                  | حضر        | ريف        | المجموع    |
| ----------------- | ------------------------ | ---------- | ---------- | ---------- |
| قضاء العمارة      | مركز قضاء العمارة        | 527,472    | 34,715     | 562,187    |
| قضاء العمارة      | ناحية كميت               | 10,904     | 26,143     | 37,047     |
| قضاء العمارة      | مجموع القضاء             | 538,376    | 60,858     | 599,234    |
| قضاء علي الغربي   | مركز قضاء علي الغربي     | 17,574     | 14,344     | 31,918     |
| قضاء علي الغربي   | ناحية علي الشرقي         | 11,793     | 9,432      | 21,225     |
| قضاء علي الغربي   | مجموع القضاء             | 29,367     | 23,776     |            |
| قضاء الميمونة     | مركز قضاء الميمونة       | 19,894     | 32,255     | 52,149     |
| قضاء الميمونة     | ناحية السلام             | 19,368     | 18,306     | 37,674     |
| قضاء الميمونة     | ناحية السيد أحمد الرفاعي | 1,573      | 12,517     | 14,090     |
| مجموع القضاء      |                          |            |            |            |
| قضاء قلعة صالح    | مركز قضاء قلعة صالح      | 38,109     | 23,719     | 61,828     |
| قضاء قلعة صالح    | ناحية العزير             | 18,305     | 27,932     | 46,237     |
| مجموع القضاء      |                          |            |            |            |
| قضاء المجر الكبير | مركز قضاء المجر الكبير   | 93,937     | 19,346     | 113,283    |
| قضاء المجر الكبير | ناحية العدل              | 16,952     | 4,767      | 21,719     |
| قضاء المجر الكبير | ناحية الخير              | 8,962      | 15,339     | 24,301     |
| مجموع القضاء      |                          |            |            |            |
| قضاء الكحلاء      | مركز قضاء الكحلاء        | 22,390     | 16,537     | 38,927     |
| قضاء الكحلاء      | ناحية المشرح             | 12,929     | 17,861     | 30,790     |
| قضاء الكحلاء      | ناحية بني هاشم           | 1,691      | 17,607     | 19,298     |
| مجموع القضاء      |                          |            |            |            |
|                   |                          |            |            |            |
| مجموع المحافظة    |                          |            |            |            |
| 6 أقضية           | 15 ناحية و مركز قضاء     | 821,853    | 290,820    | 1,112,673  |

## محافظة المثنى
| القضاء         | الناحية              | عدد السكان | عدد السكان | عدد السكان |
| القضاء         | الناحية              | حضر        | ريف        | المجموع    |
| -------------- | -------------------- | ---------- | ---------- | ---------- |
| قضاء السماوة   | مركز قضاء السماوة    | 221,743    | 78,715     | 300,458    |
| قضاء السماوة   | ناحية السوير         | 1,511      | 46,602     | 48,113     |
| مجموع القضاء   |                      |            |            |            |
| قضاء الرميثة   | مركز قضاء الرميثة    | 86,063     | 36,666     | 122,729    |
| قضاء الرميثة   | ناحية المجد          | 3,290      | 40,821     | 44,111     |
| قضاء الرميثة   | ناحية النجمي         | 914        | 34,867     | 35,781     |
| قضاء الرميثة   | ناحية الهلال         | 3,212      | 37,214     | 40,426     |
| مجموع القضاء   |                      |            |            |            |
| قضاء السلمان   | مركز قضاء السلمان    | 3,262      | 6,655      | 9,917      |
| قضاء السلمان   | ناحية البصية         | 1,097      | 56         | 1,153      |
| مجموع القضاء   |                      |            |            |            |
| قضاء الخضر     | مركز قضاء الخضر      | 42,824     | 49,594     | 92,418     |
| قضاء الخضر     | ناحية الدراجي        | 2,119      | 17,290     | 19,409     |
| مجموع القضاء   |                      |            |            |            |
| قضاء الوركاء   | مركز قضاء الوركاء    | 3,798      | 62,855     | 66,654     |
| قضاء الوركاء   | ناحية الكرامة        | -          | 33,202     | 33,202     |
| مجموع القضاء   |                      |            |            |            |
| مجموع المحافظة |                      |            |            |            |
| 5 أقضية        | 12 ناحية و مركز قضاء | 369,833    | 444,538    | 814,371    |

## محافظة النجف
| القضاء         | الناحية                | عدد السكان | عدد السكان | عدد السكان |
| القضاء         | الناحية                | حضر        | ريف        | المجموع    |
| -------------- | ---------------------- | ---------- | ---------- | ---------- |
| قضاء النجف     | مركز قضاء النجف        | 747,261    | 28,025     | 775,286    |
| قضاء النجف     | ناحية الحيدرية         | 18,364     | 36,537     | 54,901     |
| قضاء النجف     | ناحية الشبكة           | 465        | -          | 465        |
| مجموع القضاء   |                        |            |            |            |
| قضاء الكوفة    | مركز قضاء الكوفة       | 171,305    | 70,659     | 241,964    |
| قضاء الكوفة    | ناحية العباسية         | 14,261     | 79,776     | 94,037     |
| قضاء الكوفة    | ناحية الحرية           | 12,354     | 19,203     | 31,557     |
| مجموع القضاء   |                        |            |            |            |
| قضاء المناذرة  | مركز قضاء المناذرة     | 31,723     | 61,419     | 93,142     |
| قضاء المناذرة  | ناحية الحيرة           | 18,221     | 21,887     | 40,108     |
| مجموع القضاء   |                        |            |            |            |
| قضاء المشخاب   | مركز قضاء المشخاب      | 30,658     | 62,661     | 93,319     |
| قضاء المشخاب   | ناحية القادسية         | 6,354      | 40,459     | 46,813     |
| مجموع القضاء   |                        |            |            |            |
| مجموع المحافظة |                        |            |            |            |
| 4 أقضية        | 10 نواحي و مراكز أقضية | 997,073    | 399,057    | 1,396,130  |

## محافظة نينوى
- قضاء الموصل
  - ناحية بعشيقة
  - ناحية الشورة
  - ناحية حمام العليل
  - ناحية القيارة
  - ناحية المحلبية
  - ناحية الحميدات
- قضاء الحمدانية
  - ناحية النمرود
  - ناحية برطلة
- قضاء تلكيف
  - ناحية وانة
  - ناحية ألقوش
- قضاء سنجار
  - ناحية الشمال
  - ناحية القيروان
- قضاء تلعفر
  - ناحية زمار
  - ناحية ربيعة
  - ناحية العياضية
- قضاء الشيخان
  - ناحية زيلكان
- قضاء الحضر
  - ناحية تل عبطة
- قضاء البعاج
  - ناحية القحطانية
- قضاء مخمور
  - ناحية الكوير
  - ناحية كنديناوة
  - ناحية قراج
  - ناحية ملا قرة
- قضاء سميل
  - ناحية فايدة

## محافظة القادسية
| القضاء         | الناحية              | عدد السكان | عدد السكان | عدد السكان |
| القضاء         | الناحية              | حضر        | ريف        | المجموع    |
| -------------- | -------------------- | ---------- | ---------- | ---------- |
| قضاء الديوانية | مركز قضاء الديوانية  |            |            |            |
| قضاء الديوانية | ناحية السنية         |            |            |            |
| قضاء الديوانية | ناحية الشافعية       |            |            |            |
| قضاء الديوانية | ناحية الدغارة        |            |            |            |
| مجموع القضاء   |                      |            |            |            |
| قضاء عفك       | مركز قضاء عفك        |            |            |            |
| قضاء عفك       | ناحية نفر            |            |            |            |
| قضاء عفك       | ناحية البدير         |            |            |            |
| قضاء عفك       | ناحية سومر           |            |            |            |
| مجموع القضاء   |                      |            |            |            |
| قضاء الشامية   | مركز قضاء الشامية    |            |            |            |
| قضاء الشامية   | ناحية غماس           |            |            |            |
| قضاء الشامية   | ناحية المهناوية      |            |            |            |
| قضاء الشامية   | ناحية الصلاحية       |            |            |            |
| مجموع القضاء   |                      |            |            |            |
| قضاء الحمزة    | مركز قضاء الحمزة     |            |            |            |
| قضاء الحمزة    | ناحية السدير         |            |            |            |
| قضاء الحمزة    | ناحية الشنافية       |            |            |            |
| مجموع القضاء   |                      |            |            |            |
| مجموع المحافظة |                      |            |            |            |
| 4 أقضية        | 15 ناحية و مركز قضاء |            |            |            |

## محافظة صلاح الدين
- قضاء تكريت
  - قضاء العلم
- قضاء طوز خورماتو
  - ناحية آمرلي
  - ناحية ينكجة
  - ناحية سليمان بك
- قضاء سامراء
  - ناحية المعتصم
  - ناحية دجلة
- قضاء بلد
  - ناحية الحاتمية
  - ناحية الضلوعية
  - ناحية الإسحاقي
  - ناحية يثرب
- قضاء بيجي
  - ناحية الصينية
- قضاء الدور
- قضاء الشرقاط
  - ناحية آشور
  - ناحية السهل الاخضر
  - ناحية تلول الباج
  - ناحية مكحول
- قضاء الدجيل
  - ناحية سيد غريب
  - ناحية الشيخ جميل

## محافظة السليمانية
- قضاء السليمانية
  - ناحية بكرجو
  - ناحية بازیان
  - ناحية تانجرو
- قضاء قرة داغ
  - ناحية سيه سيتان
- قضاء شهرزور
  - ناحية حلبجة تازة
  - ناحية وارماوا
- قضاء سيد صادق
  - ناحية سروجك
- قضاء بنجوين
  - ناحية كرمك
  - ناحية تالباريز
- قضاء شاربازير
  - ناحية جوارتا
  - ناحية سيويل
  - ناحية سيتك
  - ناحية زلان
  - ناحية كابيلون
- قضاء ماوت
- قضاء بشدر
  - ناحية قلعة دزا
  - ناحية هيرو
  - ناحية هلشو
  - ناحية جاراوة
  - ناحية ناوه دشت
  - ناحية عيسوي
- قضاء رانية
  - ناحية جوارقورنة
  - ناحية حاجیاوة
  - ناحية بيتواتة
  - ناحية سركبكان
- قضاء دوكان
  - ناحية سورداش
  - ناحية بيرة مكرون
  - ناحية خلكان
  - ناحية خدران
  - ناحية بنكرد
- قضاء دربندخان
  - ناحية باو خوشين
- قضاء كلار
  - ناحية كلار / رزكاري
  - ناحية بيباز
  - ناحية شيخ طويل
- قضاء كفري
  - ناحية آوة سبي
  - ناحية سرقلعة
  - ناحية نوجول
  - ناحية كوكس
- قضاء جمجمال
  - ناحية شورش
  - ناحية سنكاو
  - ناحية تكية
  - ناحية أغجلر
  - ناحية قادر كرم
  - ناحية تكية جباري
- قضاء خانقين (السليمانية)
  - ناحية ميدان
  - ناحية قورة تو

## محافظة حلبجة
| القضاء         | الناحية         | عدد السكان | عدد السكان | عدد السكان |
| القضاء         | الناحية         | حضر        | ريف        | المجموع    |
| -------------- | --------------- | ---------- | ---------- | ---------- |
| قضاء حلبجة     | مركز قضاء حلبجة | 67,190     | -          | 67,190     |
| قضاء حلبجة     | ناحية سيروان    | 8,171      | 4,314      | 12,485     |
| قضاء حلبجة     | ناحية خورمال    | 11,928     | 9,896      | 21,824     |
| قضاء حلبجة     | ناحية بيارا     | 5,623      | 1,852      | 7,475      |
| قضاء حلبجة     | ناحية بامو      |            |            |            |
| مجموع المحافظة |                 |            |            |            |
| قضاء واحد      | 4 نواحي         | 92,912     | 16,062     | 108,974    |

## محافظة ذي قار
- قضاء الناصرية
  - ناحية البطحاء
  - ناحية سيد دخيل
  - ناحية أور
- قضاء الرفاعي
  - ناحية قلعة سكر
  - ناحية النصر
  - ناحية الفجر
- قضاء سوق الشيوخ
  - ناحية العكيكة
  - ناحية كرمة بني سعيد
  - ناحية الفضلية
  - ناحية الطار
- قضاء الجبايش
  - ناحية الحمار
- قضاء الفهود
  - ناحية العمايرة
- قضاء الشطرة
  - ناحية الدواية
  - ناحية الغراف
- قضاء الإصلاح

## محافظة واسط
- قضاء الكوت
  - ناحية واسط
  - ناحية شيخ سعد
  - ناحية القصبة القديمة (الدجيلي)
- قضاء النعمانية
- قضاء الأحرار
- قضاء الحي
  - ناحية البشائر
- قضاء الموفقية
- قضاء بدرة
  - ناحية جصان
  - ناحية الذهب (زرباطية)
- قضاء الصويرة
  - ناحية الشحيمية
- قضاء الزبيدية
- قضاء العزيزية
  - ناحية تاج الدين (الحفرية)
  - ناحية الدبوني
  - ناحية سيد الشهداء